# The Girlfriend Experience
|  | Per a altres significats sobre la serie basada en aquesta pel·lícula, vegeu «The Girlfriend Experience (sèrie de televisió)». |

The Girlfriend Experience és una pel·lícula dramàtica de 2009 rodada a la ciutat de Nova York. Està dirigida per Steven Soderbergh. La pel·lícula va ser projectada en el Festival de Cinema de Sundance el gener de 2009. És una història de vida, protagonitzada per l'actriu porno Sasha Grey. Es va rodar a la ciutat de Nova York i es va projectar una versió inacabada al Festival de Cinema de Sundance el gener de 2009. La pel·lícula també va estar disponible a Amazon Video sobre demanda com a lloguer preteatral (pre-theatrical rental).
En 2016, Soderberg va produir la sèrie The Girlfriend Experience, basada en la pel·lícula.

## Argument
Cinc dies en la vida de Chelsea (Sasha Grey), una prostituta de luxe de Nova York que cobra 2.000 dòlars l'hora. El seu nuvi Chris, que accepta el seu estil de vida, té un negoci que li permet guanyar menys.

## Repartiment

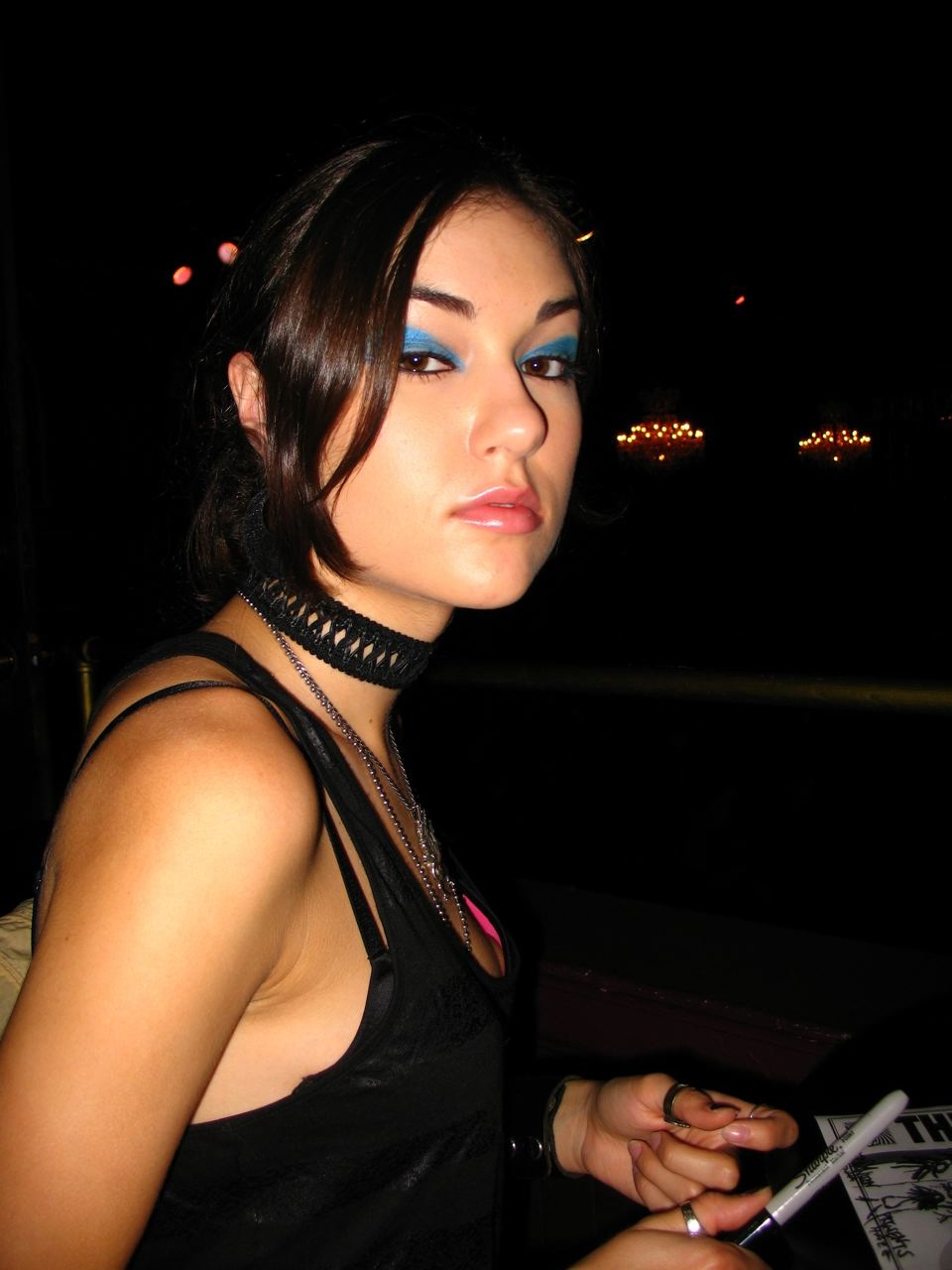
Sasha Grey interpreta al personatge principal, Chelsea.

- Sasha Grey - Christine, àlies Chelsea
- Chris Santos - Chris, un entrenador privat, nuvi de Chelsea
- Peter Zizzo - Un home casat adinerat, client favorit de Chelsea
- Timothy J. Coix - Un home de negocis
- Timothy Davis - Tim
- Jeff Grossman - Un agent de negocis
- Ted Jessup - "Chatty John"
- Kimberly Magness - "Happy Hour"
- Ken Myers - Un maître de restaurant
- Bridget Storm - Una client
- Glenn Kenny - Un crític de "The Erotic Connoisseur"
- Freedom Tickler - Músics de carrer

## Recepció
La pel·lícula va rebre una valoració d'un 64 % a Rotten Tomatoes, amb el consens que "la més recent producció de Steven Soderbergh és molt elaborada, però emocionalment imprecisa".
Roger Ebert va qualificar la pel·lícula amb quatre de quatre estrelles, declarant: "Aquesta pel·lícula és una veritat sobre la naturalesa humana. Es veuen clarament les necessitats i desitjos. No és universal, però dins d'aquest enfocament particular, és implacable." Chazz Lyon, a la web Gone Cinema Poaching, li va concedir a la pel·lícula quatre de quatre estrelles, manifestant que: "Per als meus diners, l'estil de la dinovena pel·lícula de Soderbergh, estructuralment innovadora i visualment impactant és, sense excepció, la millor pel·lícula de l'any 2009 fins ara i la primera obra mestra de l'any".
En l'extrem oposat de l'espectre, Kyle Smith, del New York Post va atorgar a la pel·lícula una estrella de quatre. David Edelstein del New York Magazine es va queixar que "la major part del diàleg és lànguid, i no importa quant Soderbergh talla i enganxa, la pel·lícula és un cadàver amb extremitats tremoloses".